# Claude Ferdinand Gaillard
Claude Ferdinand Gaillard [ejtsd: gajjár] (Párizs, 1834. január 7. – Párizs, 1887. január 20.) francia festő és rézmetsző.

## Élete
1850-ben kezdett el rézmetszéssel foglalkozni, ugyanettől az évtől az École des beaux-arts-on tanult, Léon Cogniet tanítványa volt. 1856-ban elnyerte a Római Díjat, 1866-ig Rómában tartózkodott. 1860-ban rendezte első kiállítását. 
Festményei közül különösen rendkívüli gonddal készült jellemzetes arcképei sikerültek. Kitűnő metszetei: Horace Vernet képmása Paul Delaroche-tól; Giovanni Bellini Vierge au donateur-je; Gattamelata lovasszobra Donatellótól; a Condottiere Messinától; az Est Michelangelótól; Venus és Mercurius Thorvaldsentől; A szegfűs ember Jan van Eycktől; Az orleans-ház madonnája Raffaellótól; Madonna Botticellitől; IX. Piusz pápa képmása saját rajza után.